# Джон Гокс
Джон Гокс (англ. John Hawkes; [ʤɒn hɔks]), уроджений Джон Марвін Перкінс (англ. John Marvin Perkins), (11 вересня 1959, Александрія, Міннесота, США) — американський актор кіно й телебачення, номінант на премії «Оскар» (2011) та «Золотий глобус» (2013). Гокс відомий за фільмами «Від заходу до світанку» (1995) і «Ідентифікація» (2003).

## Життєпис
Джон Гокс народився 11 вересня 1959 року в місті Александрія, Міннесота, США, у сім'ї Патрісії і Пітера Перкінса. Справжнє ім'я актора — Джон Марвін Перкінс. Якийсь час він навчався в коледжі, але потім Гокса раптово здолала тяга до зміни місць. Тоді він покинув Мінессоту і переїхав в Остін, штат Техас.
Крім акторської кар'єри, Джон Гокс завжди захоплювався музикою. Він був членом гурту «Meat Joy» з Ґретхен Філліпс. Він також є членом музичного гурту «King Straggler». У кіно Джон Гокс почав зніматися наприкінці 80-х років. Одними з перших його робіт стали невеликі ролі в картинах «Готель розбитих сердець» (1988), «Мертвий після прибуття» (1988) і «Розалії йде за покупками» (1989). Довгий час актор жив у Остіні, поки грав у гурті «Meat Joy» з Ґретхен Філіпс. Команда їздила в турне і була популярною. Приблизно в той же час почалася акторська діяльність Джона — він став грати у театральних постановках і підписав контракт з агентом. Незабаром він переїхав до Лос-Анджелесу. Його перша роль у кіно була у стрічці «Майбутнє вбивство» (1985), де він зіграв роль Джона Перкінса.
Дуже довгий час йому переважно діставалися епізодичні ролі. Найвідомішими фільмами за участю Джона є трилер «Я все ще знаю, що ви зробили минулого літа» (1998), «Від заходу до світанку» (1995) і «Самогубці: історія кохання» (2006). Вже у новому тисячолітті Гокса стали запрошувати на помітніші ролі. Він зіграв одного з ключових героїв у детективній драмі «Ідентифікація» (2003) з Джоном К'юсаком і Амандою Піт, другорядного персонажа у «Гангстері» (2007) з Дензелом Вашингтоном і Расселом Кровом. 2005 року Джон Гокс виконав головну роль в комедійній драмі Міранди Джулі «Я все ще знаю, що ви зробили минулого літа» (2005). Робота Гокса була тепло зустрінута критиками, а сам фільм був відзначений кількома нагородами на Каннському кінофестивалі, а також отримав приз спеціального журі на кінофестивалі у Санденсі.
Нині актор живе в Лос-Анджелесі й продовжує поєднувати музичну та акторську діяльність, щорічно знімаючись в декількох фільмах..

## Фільмографія
- 2005 — «Я, ти і всі, кого ми знаємо»